# 林吟芳
林吟芳（LIM Yin Fun，1994年11月13日—），馬來西亞女子羽毛球運動員。

## 簡歷
2014年9月，林吟芳代表馬來西亞參加南韓仁川舉行的亞運會羽毛球比賽。
2019年4月，林吟芳已退出馬來西亞國家羽毛球隊，現以自由人的身份參加國際賽事。

## 主要比賽成績
只列出曾進入準決賽的國際賽事成績：
| 年份   | 賽事                   | 公開賽級別 | 項目     | 成績   |
| ------ | ---------------------- | ---------- | -------- | ------ |
| 2011年 | 亞洲青年羽毛球錦標賽   | 其他       | 混合團體 | 亞軍   |
| 2011年 | 世界青年羽毛球錦標賽   | 其他       | 混合團體 | 冠軍   |
| 2015年 | 東南亞運動會羽毛球比賽 | 其他       | 女子團體 | 銀牌   |
| 2016年 | 葡萄牙羽毛球國際賽     | 國際系列賽 | 女子單打 | 準決賽 |
| 2016年 | 羅馬尼亞羽毛球國際賽   | 國際系列賽 | 女子單打 | 亞軍   |
| 2016年 | 越南羽毛球國際系列賽   | 國際系列賽 | 女子單打 | 亞軍   |
| 2017年 | 新加坡羽毛球國際系列賽 | 國際系列賽 | 女子單打 | 準決賽 |

| 2007-2017年 | 首要超級賽 | 超級賽 | 黃金大獎賽 | 大獎賽 | 國際挑戰賽 | 國際系列賽 | 未來系列賽 | 其他 |

| 2018-2026年 | 總決賽 | 超級1000賽 | 超級750賽 | 超級500賽 | 超級300賽 | 超級100賽 | 國際挑戰賽 | 國際系列賽 | 未來系列賽 | 其他 |